# Ercole Teodoro Trivulzio
Ercole Teodoro Trivulzio (Milano, 18 novembre 1620 – Lodi, tra il 2 e il 31 agosto 1664) è stato un militare e nobile italiano.

## Biografia
Era figlio del nobile Teodoro Trivulzio e di Giovanna Maria Grimaldi, figlia di Ercole di Monaco. Il suo nome di battesimo fu un omaggio al nonno materno. Alla morte della madre, suo padre intraprese la carriera ecclesiastica e venne in seguito creato cardinale.
La sua carriera militare ebbe inizio nelle schiere della Spagna al tempo delle guerre di Lombardia e la sua fedeltà venne ricompensata con diversi incarichi: dapprima col grado di capitano, nel 1646 come generale delle milizie forensi, nel 1649 come ambasciatore a Roma, nel 1650 governatore delle milizia del Ducato di Milano e quindi nel 1656 fu governatore di Lodi.
A causa di controversie con Vercellino Visconti, fu da questi incarcerato nel castello di Lodi, dove morì nel 1664.

## Discendenza
Ercole Teodoro sposò nel 1641 Orsina Sforza di Caravaggio (1622-di parto, 18 aprile 1654), figlia del marchese Giovanni Paolo II Sforza di Caravaggio e di sua moglie, Maria Aldobrandini. La coppia ebbe i seguenti eredi:
- Giovanna (17 febbraio 1648-?), monaca "suor Ercola Maria"
- Antonio Teodoro (23 gennaio 1649–26 luglio 1678), III principe di Musocco, militare, sposò nel 1668 Maria Josefa Teresa Vélez de Guevara (1644-?), figlia di Beltrán Vélez de Guevara (1607-1652), viceré di Sardegna; non ebbe figli e suo erede fu il cugino Antonio Teodoro Gaetano Gallio Trivulzio
- Maria Agata Dorotea (14 maggio 1650-6 marzo 1730), sposò nel 1670 Giuseppe Serra, I duca di Cassano
- Caterina (31 luglio 1651–18 dicembre 1724), sposò nel 1670 Giuseppe Antonio Ayerbe d'Aragona, principe di Cassano
- Dejanira (1654-?), monaca "suor Maria Giuseppa".

## Ascendenza
|                                                           |                     |                                                | Genitori                                              |  |  | Nonni |  |  | Bisnonni                                   |  |  | Trisnonni                                  |  |
|                                                           |                     |                                                |                                                       |  |  |       |  |  | Giovanni Giacomo Trivulzio, conte di Melzo |  |  | Gerolamo Teodoro Trivulzio, conte di Melzo |  |
|                                                           |                     |                                                |                                                       |  |  |       |  |  | Giovanni Giacomo Trivulzio, conte di Melzo |  |  | Gerolamo Teodoro Trivulzio, conte di Melzo |  |
|                                                           |                     | Antonia Barbiano di Belgioioso                 |                                                       |  |  |       |  |  | Giovanni Giacomo Trivulzio, conte di Melzo |  |  |                                            |  |
| Carlo Emanuele Teodoro Trivulzio, conte di Melzo          |                     |                                                |                                                       |  |  |       |  |  | Giovanni Giacomo Trivulzio, conte di Melzo |  |  |                                            |  |
|                                                           |                     | Ottavia Marliani                               | Pietro Antonio Marliani, conte di Busto Arsizio       |  |  |       |  |  |                                            |  |  |                                            |  |
|                                                           |                     | Ottavia Marliani                               | Pietro Antonio Marliani, conte di Busto Arsizio       |  |  |       |  |  |                                            |  |  |                                            |  |
|                                                           |                     | Ottavia Marliani                               | Cornelia Rajnoldi                                     |  |  |       |  |  |                                            |  |  |                                            |  |
| Teodoro Trivulzio, I principe della Val Mesolcina         |                     | Ottavia Marliani                               |                                                       |  |  |       |  |  |                                            |  |  |                                            |  |
|                                                           |                     | Alfonso Gonzaga, II marchese di Castelgoffredo | Aloisio Gonzaga, I marchese di Castel Goffredo        |  |  |       |  |  |                                            |  |  |                                            |  |
|                                                           |                     | Alfonso Gonzaga, II marchese di Castelgoffredo | Aloisio Gonzaga, I marchese di Castel Goffredo        |  |  |       |  |  |                                            |  |  |                                            |  |
|                                                           |                     | Alfonso Gonzaga, II marchese di Castelgoffredo | Caterina Anguissola                                   |  |  |       |  |  |                                            |  |  |                                            |  |
| Caterina Gonzaga                                          |                     | Alfonso Gonzaga, II marchese di Castelgoffredo |                                                       |  |  |       |  |  |                                            |  |  |                                            |  |
|                                                           |                     | Ippolita Maggi                                 | Cesare Maggi, conte Maggi                             |  |  |       |  |  |                                            |  |  |                                            |  |
|                                                           |                     | Ippolita Maggi                                 | Cesare Maggi, conte Maggi                             |  |  |       |  |  |                                            |  |  |                                            |  |
|                                                           |                     | Ippolita Maggi                                 | Bianca dal Verme                                      |  |  |       |  |  |                                            |  |  |                                            |  |
| Ercole Teodoro Trivulzio, II principe della Val Mesolcina |                     | Ippolita Maggi                                 |                                                       |  |  |       |  |  |                                            |  |  |                                            |  |
|                                                           | Onorato I di Monaco | Luciano I di Monaco                            |                                                       |  |  |       |  |  |                                            |  |  |                                            |  |
|                                                           | Onorato I di Monaco | Luciano I di Monaco                            |                                                       |  |  |       |  |  |                                            |  |  |                                            |  |
|                                                           | Onorato I di Monaco | Jeanne de Pontevès-Cabanes                     |                                                       |  |  |       |  |  |                                            |  |  |                                            |  |
| Ercole di Monaco                                          | Onorato I di Monaco |                                                |                                                       |  |  |       |  |  |                                            |  |  |                                            |  |
|                                                           |                     | Isabella Grimaldi                              | Giovanni Battista Grimaldi                            |  |  |       |  |  |                                            |  |  |                                            |  |
|                                                           |                     | Isabella Grimaldi                              | Giovanni Battista Grimaldi                            |  |  |       |  |  |                                            |  |  |                                            |  |
|                                                           |                     | Isabella Grimaldi                              | Maddalena Pallavicini                                 |  |  |       |  |  |                                            |  |  |                                            |  |
| Giovanna Maria Grimaldi                                   |                     | Isabella Grimaldi                              |                                                       |  |  |       |  |  |                                            |  |  |                                            |  |
|                                                           |                     | Claudio Landi                                  | Agostino Landi                                        |  |  |       |  |  |                                            |  |  |                                            |  |
|                                                           |                     | Claudio Landi                                  | Agostino Landi                                        |  |  |       |  |  |                                            |  |  |                                            |  |
|                                                           |                     | Claudio Landi                                  | Giulia Landi                                          |  |  |       |  |  |                                            |  |  |                                            |  |
| Maria Landi                                               |                     | Claudio Landi                                  |                                                       |  |  |       |  |  |                                            |  |  |                                            |  |
|                                                           |                     | Juana Fernández de Córdoba                     | Álvaro Fernández de Córdoba, II signore di Valenzuela |  |  |       |  |  |                                            |  |  |                                            |  |
|                                                           |                     | Juana Fernández de Córdoba                     | Álvaro Fernández de Córdoba, II signore di Valenzuela |  |  |       |  |  |                                            |  |  |                                            |  |
|                                                           |                     | Juana Fernández de Córdoba                     | Maria Manuel                                          |  |  |       |  |  |                                            |  |  |                                            |  |
|                                                           |                     | Juana Fernández de Córdoba                     |                                                       |  |  |       |  |  |                                            |  |  |                                            |  |